# Tour de Puijo

La Tour de Puijo (finnois : Puijon torni) est une tour d'observation construite au sommet de la colline de Puijo à Kuopio en Finlande.

## Histoire
La tour d'observation de 75 mètres de hauteur est construite en 1963 au sommet de la colline de Puijo.
La tour est la première tour d'observation des pays nordiques à posséder un restaurant tournant.
Cela donnera l'idée à Erkki Lindfors le maire de Tampere de lancer le projet de construction de Näsinneula.

## Galerie

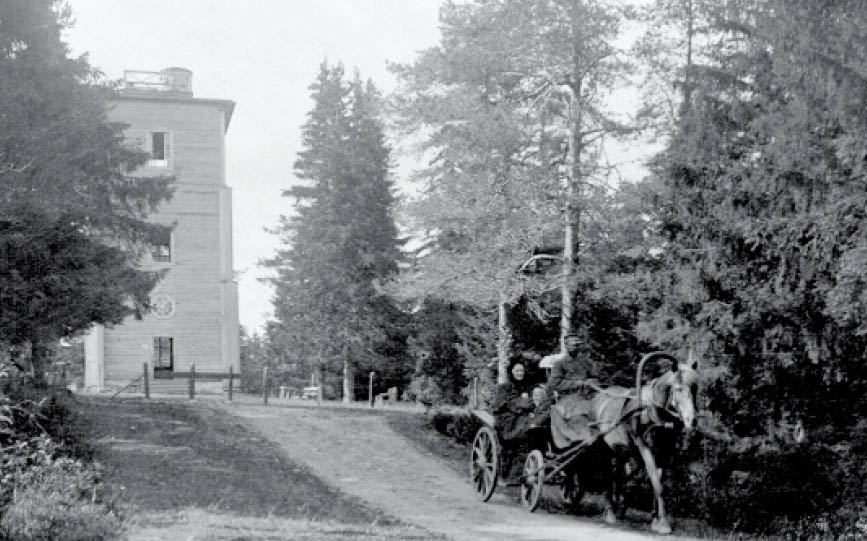
La première tour de Puijo, bâtie en 1853.
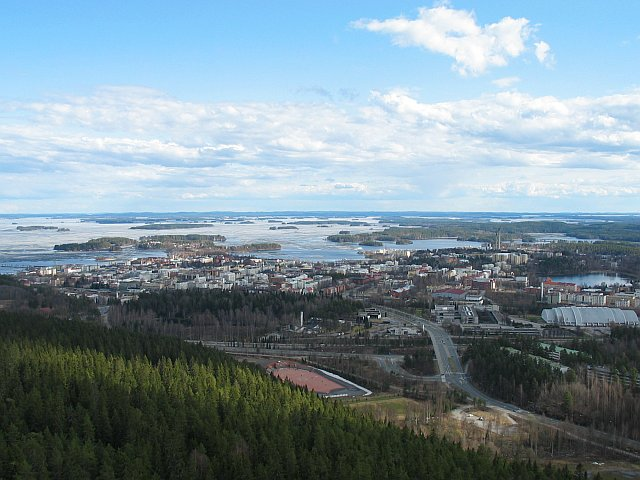
Vue du sommet de la tour, 2003
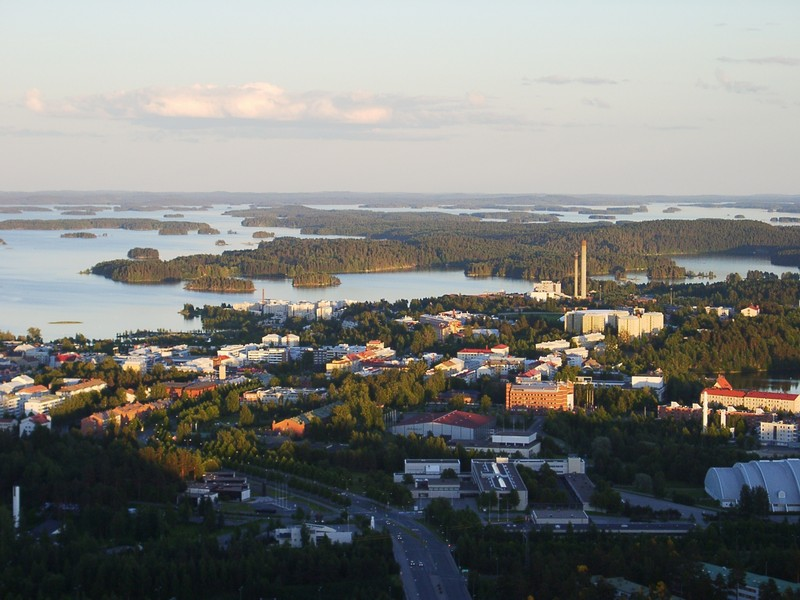
Vue du sommet de la tour, 2004.
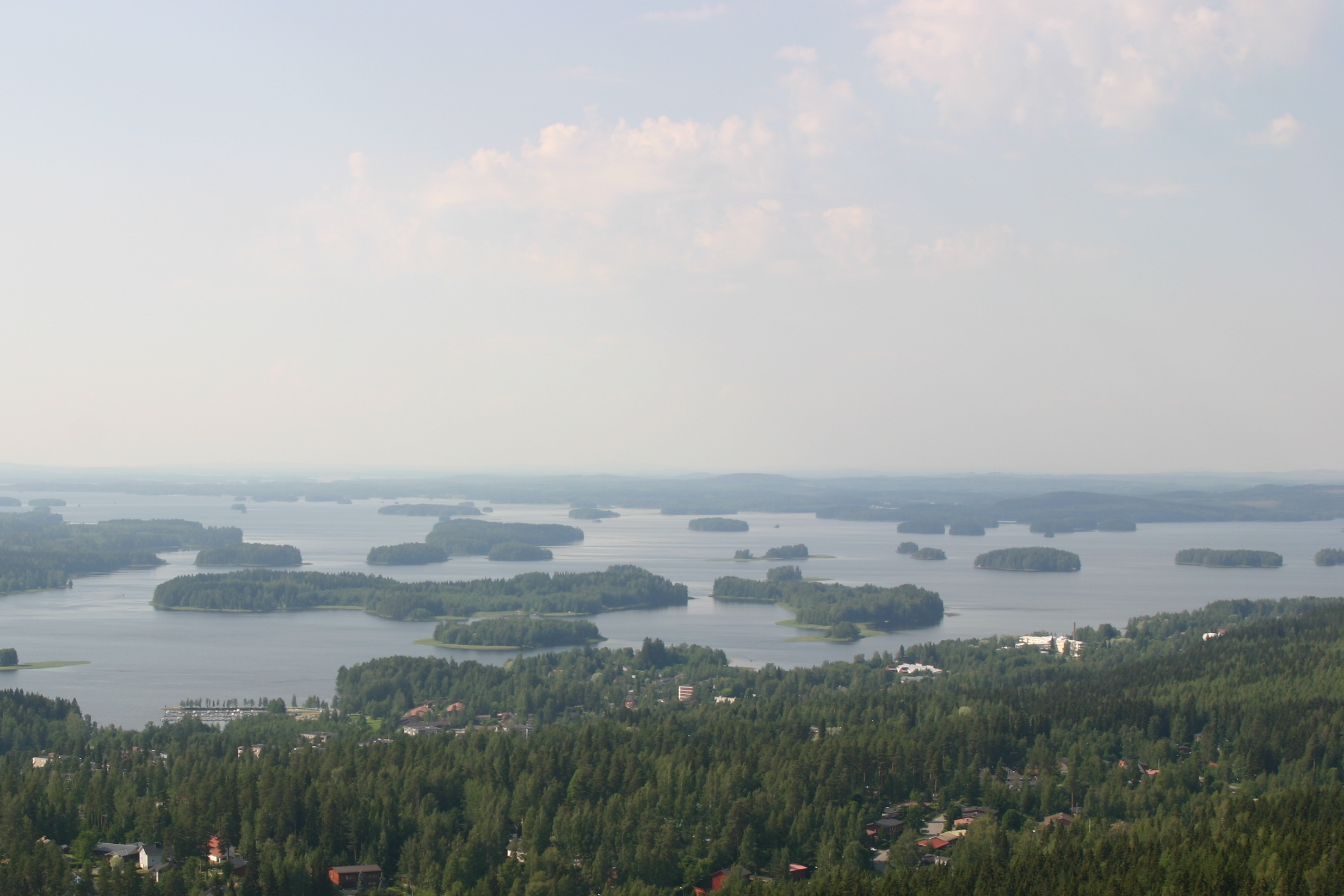
Les îles du lac Kalavesi vues de la tour.
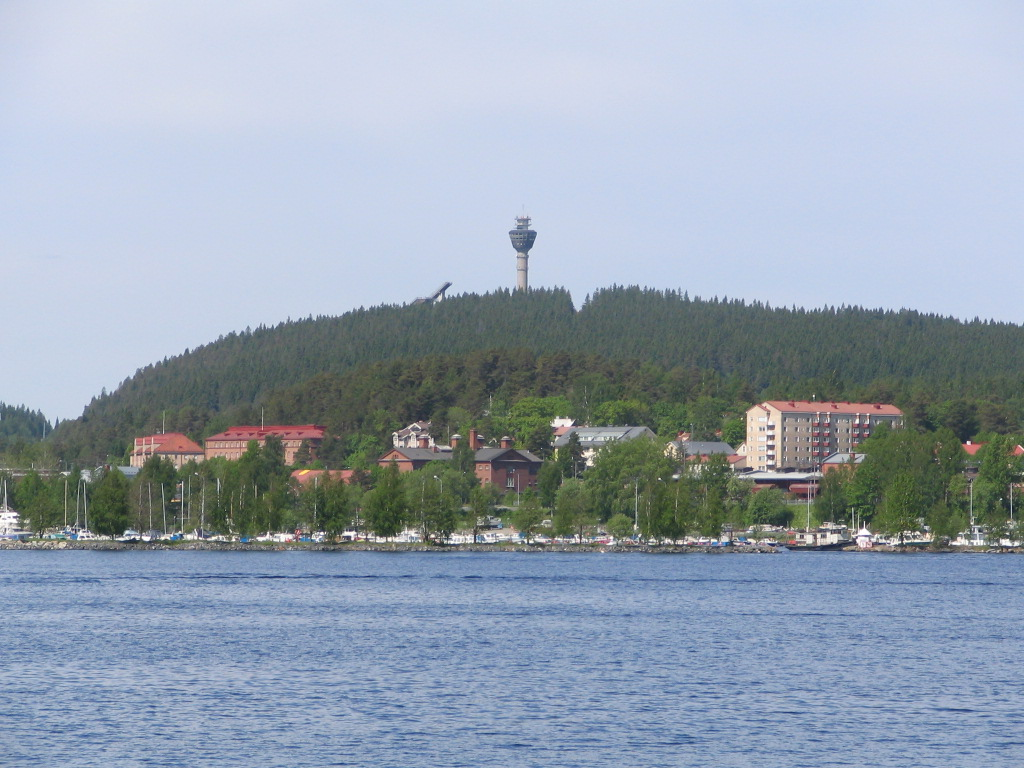
La tour au sommet de la colline de Puijo, 2005
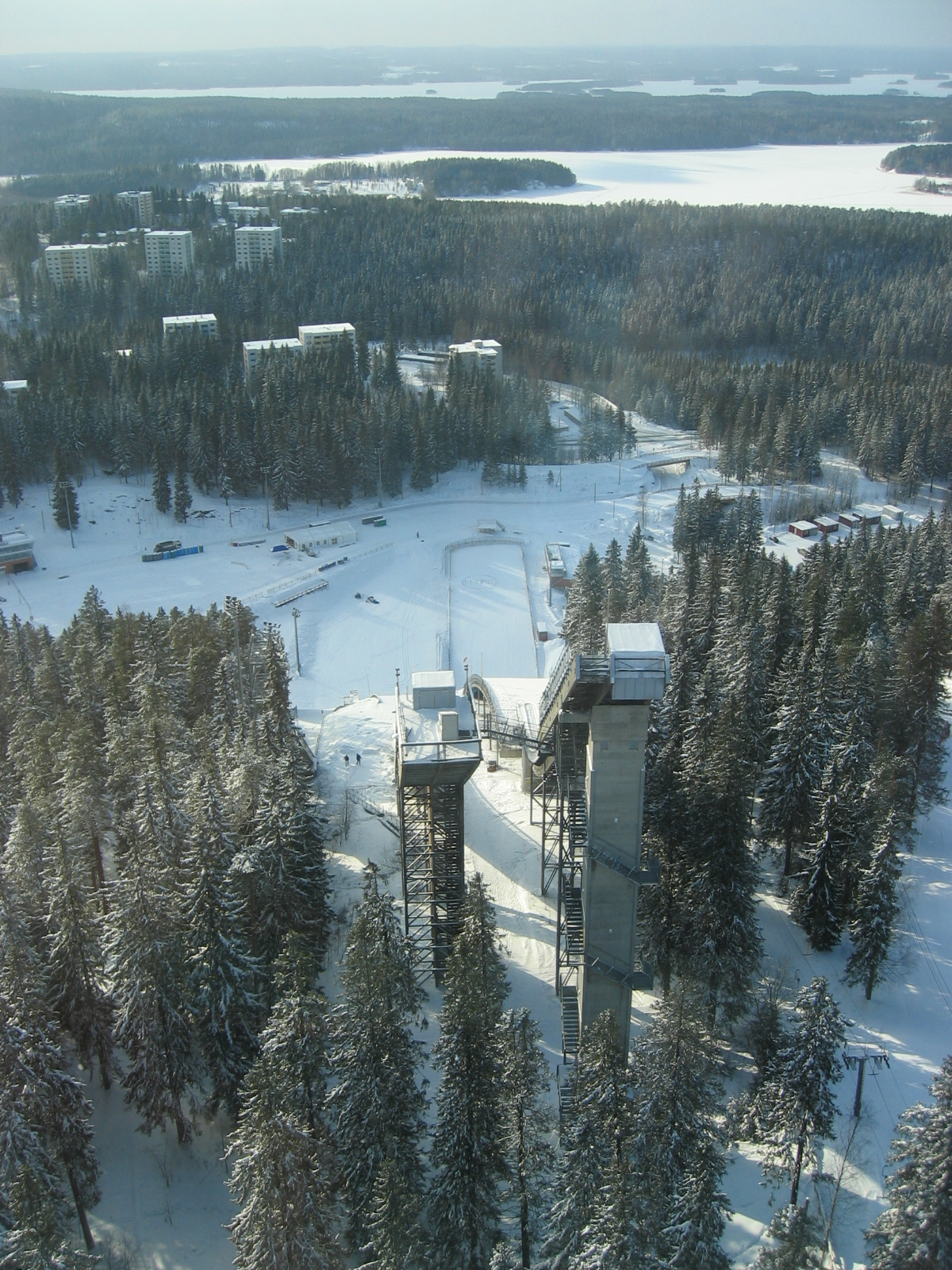
Le tremplin de Puijo vu de la tour.